# Plaça Major de Conques
La Plaça Major de Conques és una obra de Isona i Conca Dellà (Pallars Jussà) inclosa a l'Inventari del Patrimoni Arquitectònic de Catalunya.

## Descripció
Plaça principal del poble. Situada a la part alta, s'accedeix per costeruts carrerons medievals. Els edificis que l'envolten són de tres a quatre plantes d'alçada, destacant les arcades en pedra de la planta baixa. Les façanes són des de carreus de pedra bona a murs reblats o arrebossats. Les cases antigues tenen ràfecs a la coberta de fusta i teula àrab.

## Història
El castell és del 1055 i el conjunt de la plaça quedà molt malmesa a causa la guerra del 36.